# Scutellaria haesitabunda
Scutellaria haesitabunda là một loài thực vật có hoa trong họ Hoa môi. Loài này được Juz. ex Kochk. miêu tả khoa học đầu tiên năm 1986.